# Arménská katedrála (Lvov)
Arménská katedrála, celým názvem Arménská katedrála Nanebevzetí Panny Marie ve Lvově (ukraj.: Вірменський кафедральний собор Успі́ння Пресвято́ї Богоро́диці), architektonická památka národního významu, je součástí komplexu centrální, historické části města uvedeného na seznamu památek světového dědictví UNESCO. Díky svému architektonickému ztvárnění je tento jediný kostel arménské apoštolské církve na západní Ukrajině výjimečnou stavbou v celé střední Evropě. Do roku 1945 to byla katedrála lvovské arménsko-katolické arcidiecéze a od roku 2000 ukrajinské diecéze arménské apoštolské církve.

## Umístění katedrály a navazujících staveb
Kolem původního kostela byl postupně vybudován pozoruhodný soubor dalších staveb, který zahrnoval:
- věž Zvonice (1571 – architekt Peter Krasovsky)
- arcibiskupský palác (18. století)
- arménskou banku (17. století)
- klášter benediktinek (1682)
- pamětní sloup s postavou svatého Kryštofa
- dřevěná plastika s kompozicí „Golgota“ (18. století)
- zděné ohrazení (kombinované s železným mřížovím) celého souboru staveb se vstupními branami (17.–19. století)

Celý tento komplex se nachází mezi ulicemi Arménská (z jihu), Krakovská (ze západu) a Lesji Ukrajinky (ze severu). Z východní strany je hranice komplexu tvořena budovami arménské kapituly a arcibiskupským palácem. Mezi nimi a katedrálou je východní nádvoří, které tvoří průchod mezi ulicemi Arménskou a Lesji Ukrajinky (dříve pod názvem Skarbowska). Na jižní straně nádvoří stojí věž Zvonice, kolem které je průchod na jižní nádvoří a dále do Arménské ulice. Mezi katedrálou a ulicí Lesji Ukrajinky je bývalý klášter arménských benediktinek, který je oddělen od katedrály severním nádvořím. Hlavní vchod do katedrály je z ulice Krakovské. Celý komplex tvoří nepravidelný čtyřúhelník.

## Historie
Kostel postavil ve druhé polovině 14. století (1363–1370) lvovský architekt, italského původu, mistr Doring (někdy také uváděn pod jmény Dore nebo Dorchi). Celá staletí to bylo společenské a náboženské centrum arménské komunity ve Lvově. V roce 1367 se kostel stal katedrálou – ve Lvově bylo tehdy založeno diecézní centrum Arménů z Rusi a z Valašska.
Samotná katedrála byla opakovaně přestavována. V roce 1437 byl kolem ní postaven ambit, který byl na severní straně přeměněn na sakristii (1671), ta byla v roce 1731 přestavěna. V roce 1630 byla přidána, pravoúhlého půdorysu, západní loď. Po požáru Lvova, v roce 1712 a následné přestavby, získal interiér barokní charakter: byly omítnuty stěny a instalovány nové oltáře. Během rekonstrukce v letech 1908–1927, která byla provedena pod vedením polského architekta Františka Matyáše Mončynského (pol. Franciszek Mateusz Mączyński), byl místo zbořených obytných budov ze strany Krakovské ulice, vybudován na této západní straně nový přístup do katedrály. Stěny apsid byly vyzdobeny stylizovanými prvky pocházejícími ze starověké arménské architektury – stropními oblouky a ornamenty. V interiéru byl nad hlavní lodi ze 17. století vytvořen stylizovaný vyřezávaný dřevěný strop, stěny pokryty freskami a do oken vsazeny vitráže od Jana Henryka de Rosen (ukr. Ян Генрик Розен). Mozaiku v kupoli vytvořil J. Megoffer. Architekt, pedagog a rektor Lvovské polytechniky Witold Minkiewicz navrhl v roce 1930, nový hlavní oltář, biskupské křeslo a kazatelnu.
Po 2. světové válce, za sovětské vlády, úřady zakázaly strukturu arménské katolické církve a arménská katedrála byla uzavřena. 26. listopadu 1945, byl správce arcidiecéze, kněz Dionysius Kaetanovich, spolu s dalšími třemi kněžími, zatčen a uvězněn. Téměř všichni arménští obyvatelé ze Lvova odjeli do Polska.
Následně zde byl zřízen depozitář Lvovské obrazárny. V lednu 2000 byl kostel vrácen arménské komunitě. 6. ledna 2001 se zde konala první bohoslužba a 28. května 2003 byla katedrála vysvěcena metropolitou všech Arménů, Gareginem II.

### Chronologie arménské katedrály
- 1356–1363 – stavba malého kostela (současná východní část katedrály)
- 30. srpna 1363 – dokument o založení katedrály
- 1364 – jmenování prvního arménského biskupa (Grzegorz)
- Kolem roku 1437 – stavba klášterních ambitů kolem bočních lodí
- 1570–1571 – stavba věže zvonice
- 1630 – uzavření unie s Římem a rozhodnutí o rozšíření katedrály
- 1690 – založení arménského kláštera benediktinek
- 16. srpna 1712 – požár katedrály
- 1723–1731 – důkladná obnova katedrály
- 1755 – nová polychromie interiéru v pozdně barokním stylu
- 1862 – nová polychromie uvnitř chrámu (Jan Düll)
- 1908 – začátek rozšíření katedrály a rekonstrukce jejího interiéru
- 1910 – nové pneumatické varhany od firmy Rieger (Krnov)
- 1912–1913 – tvorba pseudomozaiky Nejsvětější Trojice a čtyř Personifikací ctností ve vrcholu kupole a na jejich stěnách (dle návrhu Josefa Mehoffera)
- 1912 – instalace zvěrokruhu na stropě v hlavní lodi (design: Franciszek Mączyński)
- 1925–1929 – nové obrazy v presbytáři a hlavní lodi (Jan Henryk Rosen)
- 1927–1929 – instalace nového katedrálního vybavení (hlavní oltář, biskupské křeslo, kazatelna)
- 1931 – instalace dvou bočních oltářů
- 26. listopadu 1945 – zatčení správce arcidiecéze
- 1946–2000 – katedrála je skladem Lvovské obrazárny
- 10. ledna 1997 – ve Lvově oficiálně ustanovena diecéze arménské apoštolské církve na Ukrajině
- Prosinec 2000 – předání staré části katedrály diecézi Arménské apoštolské církve
- 5. ledna 2001 – po více než 50 letech první mše v arménském a východním obřadu v nově získané části katedrály
- 2001 – v katedrále oslavy 1700. výročí přijetí křesťanství Arménií
- Prosinec 2002 – předání hlavní lodě katedrály diecézi Arménské apoštolské církve
- Jaro 2003 – předání chóru a hlavního vchodu z Krakovské ulice diecézi Arménské apoštolské církve; ukončení procesu navracení chrámu
- 18. května 2003 – nové vysvěcení katedrály
- 2003–2013 – rekonstrukce katedrály
- 14. – 15. září 2013 – oslavy u příležitosti 650. výročí založení katedrály

## Architektura kostela
I přes přestavby se podařilo dobře zachovat původní prostorové řešení staré východní části chrámu, které navazovalo na tradice starověkých ruských a arménských monumentální staveb, sahajících do Byzance. Půdorys kostela byl ve tvaru rovnoramenného kříže, typ baziliky, trojlodní s transeptem o rozměrech 15×12,5 m. Hlavní loď byla 5 m široká, boční po 1,7 m. Stavba byla ze surového kamene, s vápenným pojivem, stěny byly 1,4 m silné, s oboustrannou omítkou. Tím se tato stavba značně lišila od jiných staveb, v té době vzniklých ve Lvově, které byly postaveny v gotickém slohu, z červené, neomítnuté cihly. Na každém konci lodí byly vybudovány apsidy. Dvanáctistranná kupole, která se nachází nad průnikem hlavní lodě a transeptu, má tvar stanu, byla ovlivněna arménskou architekturou. Stejně tak se tento vliv projevuje pečlivou výzdobou zdí tesanými kamennými deskami, tzv. chačkary a rovněž kresbami krápníkových vlysů na klenbě centrální apsidy. Ta byla v 15. století vyzdobena freskou, typickou pro starověké ruské památky, jejichž fragmenty byly objeveny v roce 1925 ve výklenku jižního okna. Některé architektonické detaily, epitafy a sochy svědčí o vlivu gotiky, renesance a baroka.

## Zvonice arménské katedrály
Původní zvonice shořela při velkém požáru města v roce 1527. Stavbu nové zvonice arménské katedrály financoval Andrej z Kaffy a její návrh zadal architektu Petrovi Krassovskému. Věž byla postavena v letech 1570–1571. Ve zvonici byl vytvořen průchod, který je vstupem na nádvoří katedrály. Zvonice je třístupňová, čtvercového půdorysu. Je ukončena čtyřmi půlkruhovými věžemi, pokrytými začátkem 19. století pozinkovaným plechem. V průchodu pod zvonicí je klenba ve tvaru hvězdy a ozdobný vyřezávaný portál s tabulí a nápisem v arménštině. Vedle zvonice se nachází palác arménského arcibiskupa, v němž byla umístěna knihovna.

## Epitafy
V prostorách katedrály se nachází několik epitafů, psaných latinkou:
- "Toto je hrobka Ctihodného kněze Štěpána, patriarchy Velké Arménie, který byl v Římě a na cestě do Lvova předal svoji duši Pánu Bohu, léta Páně 1551"
- „Ctihodný Stefan Stcekevič, kurátor. 1730"
- “Zem – zemi, duši – předal Bohovi Ignatius [Nu] rovich roku 1769“
- „Bohovi nejlepšímu, největšímu. Vznešený ctihodný Jacob Theodore Bernatovič […] sem hodil šaty smrtelného života bez naděje na smrt. Modlete se za stejnou věc. […] V roce 1772 ve věku 79 let, v květnu Jacob Theodore Bernatovich spočinul v Pánu “

## Galerie

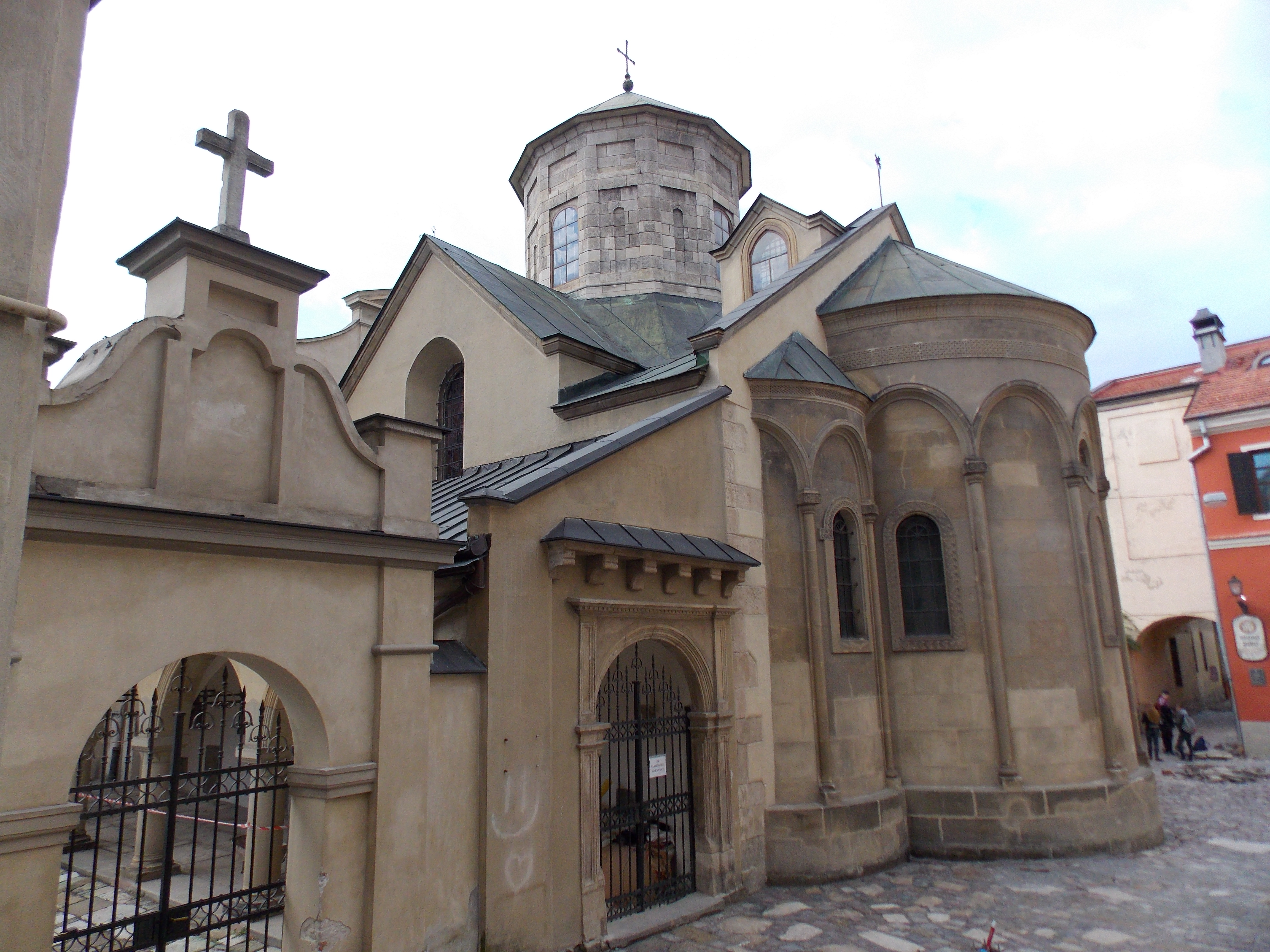
Pohled od vstupu z ulice Arménské
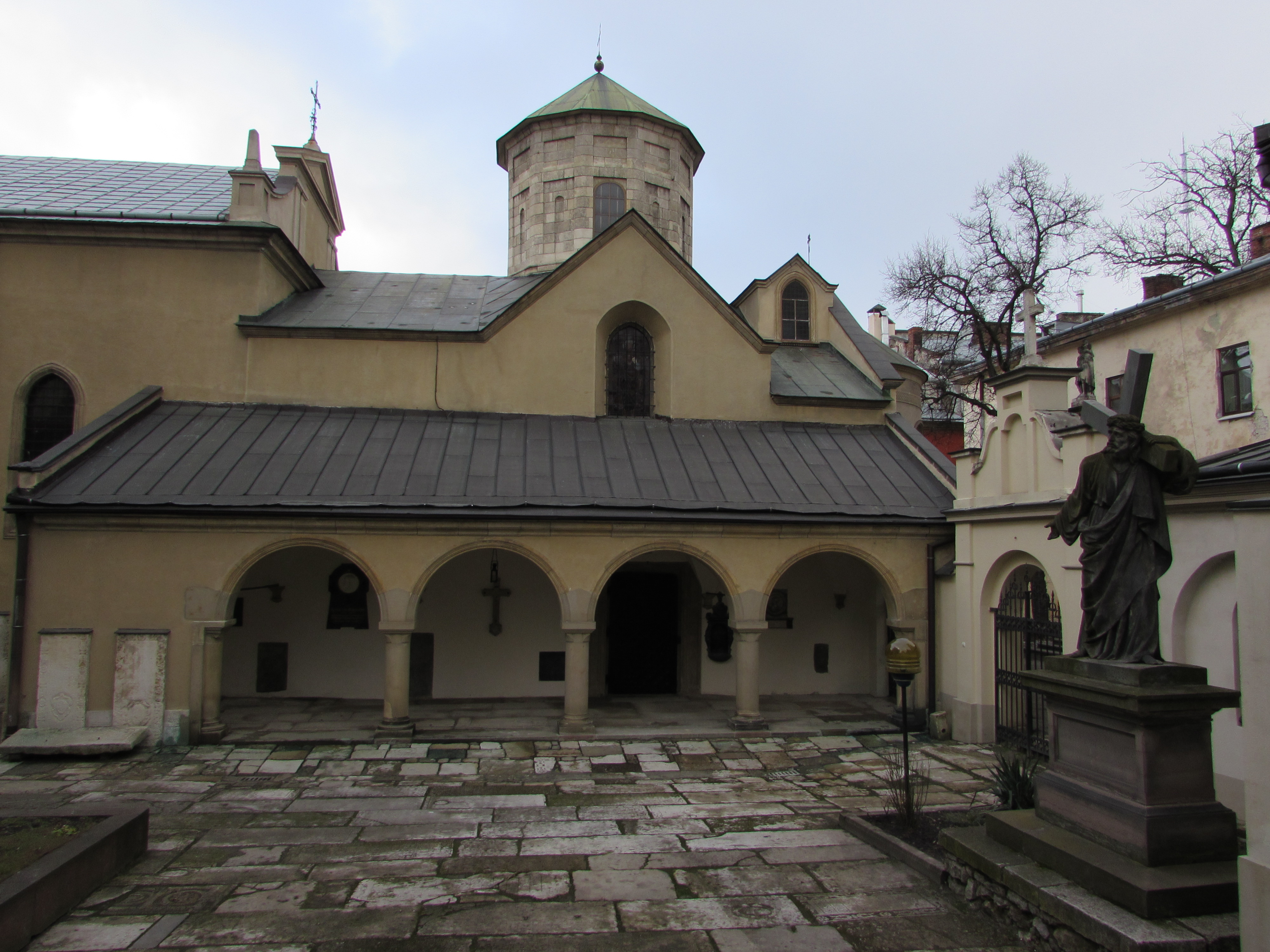
Nádvoří
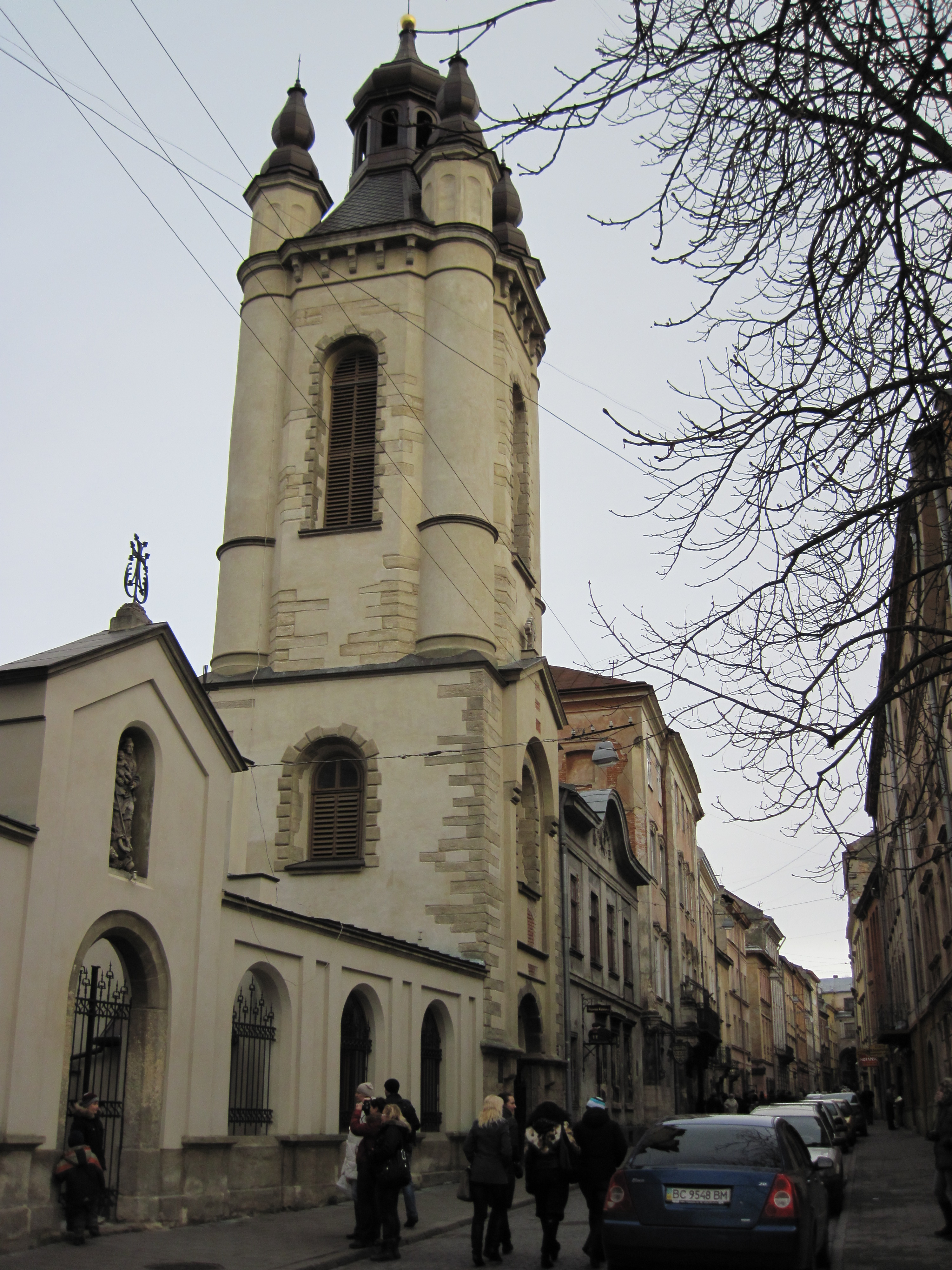
Zvonice při ulici Arménské
Interiér
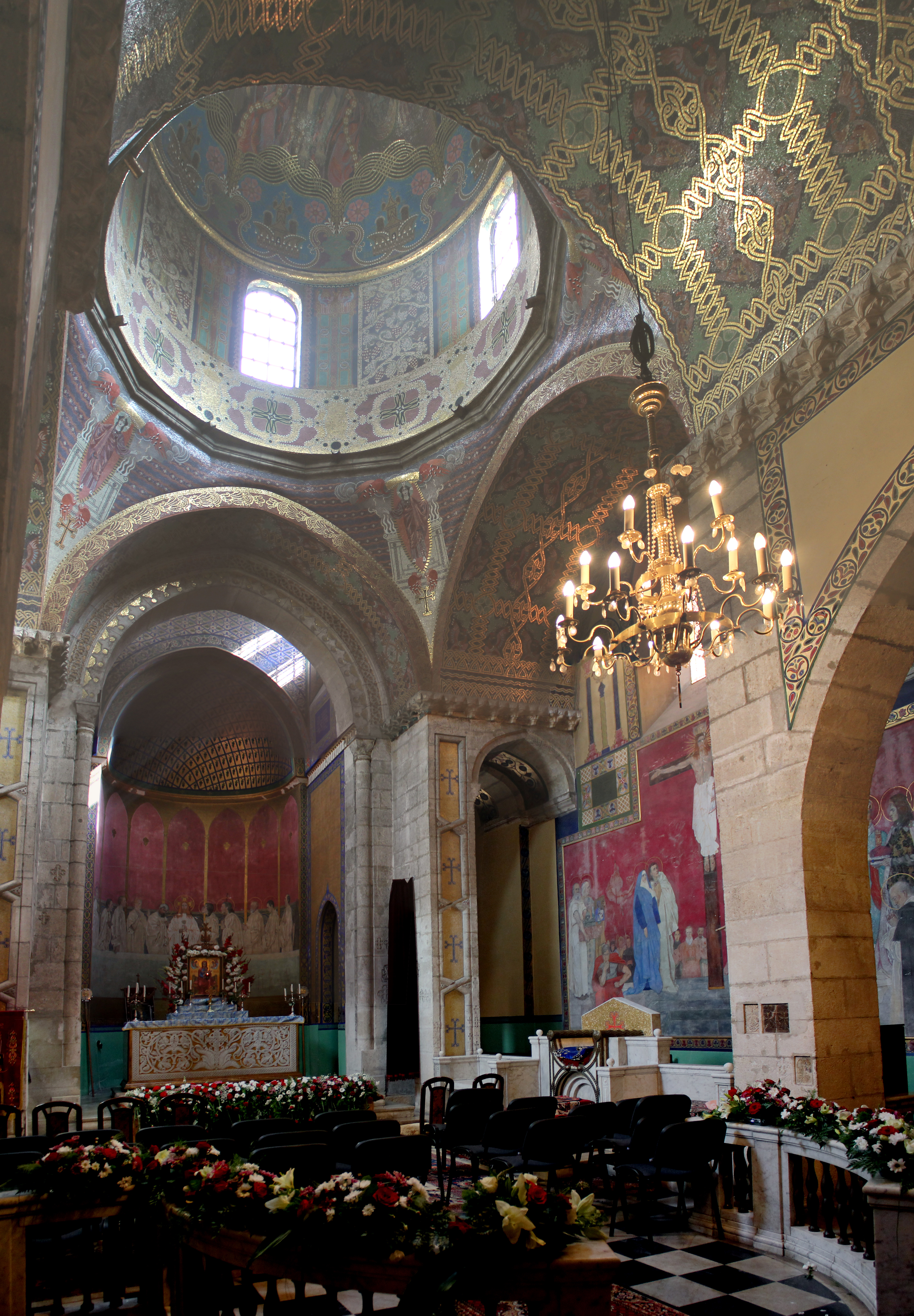
Interiér
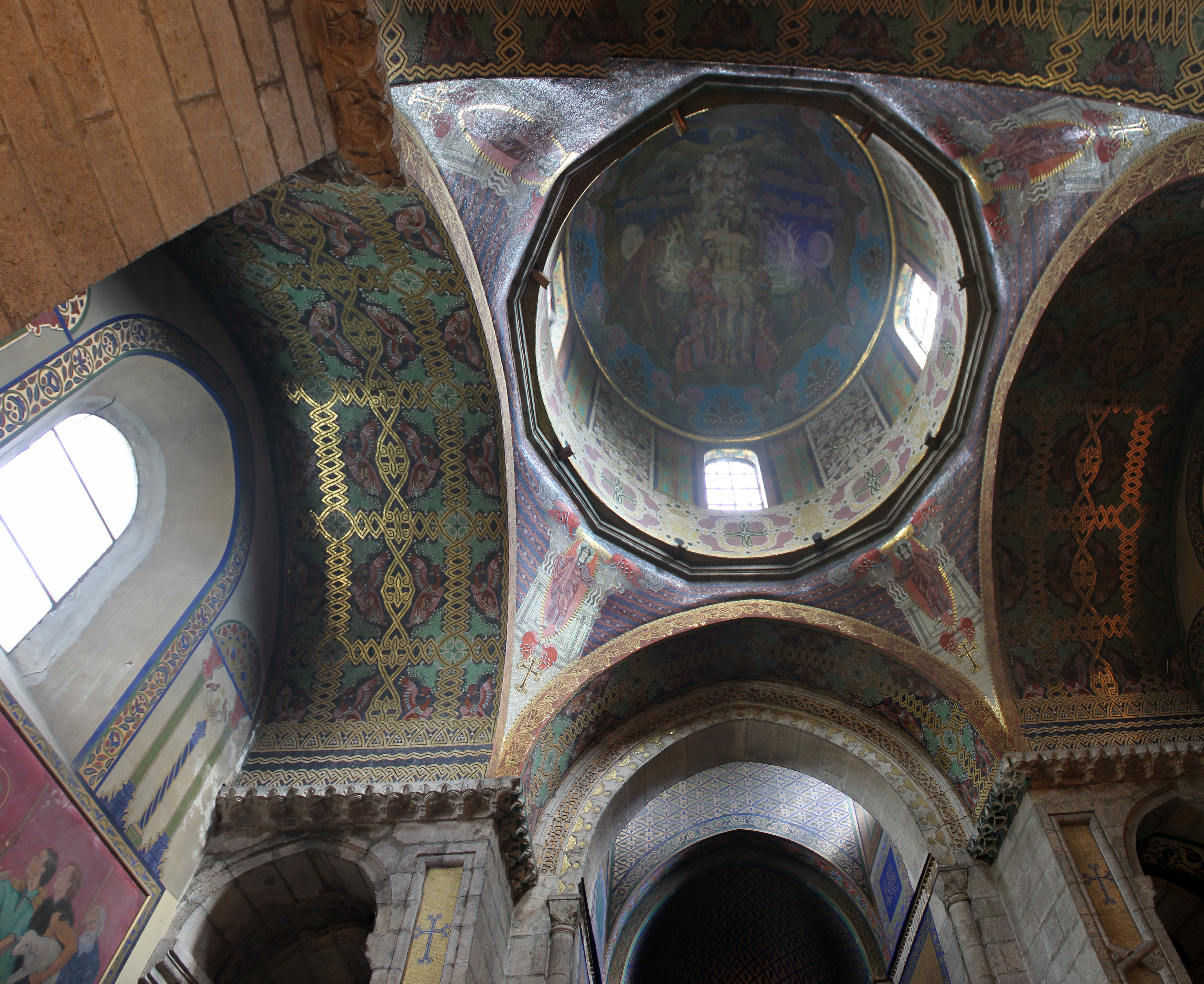
Kupole
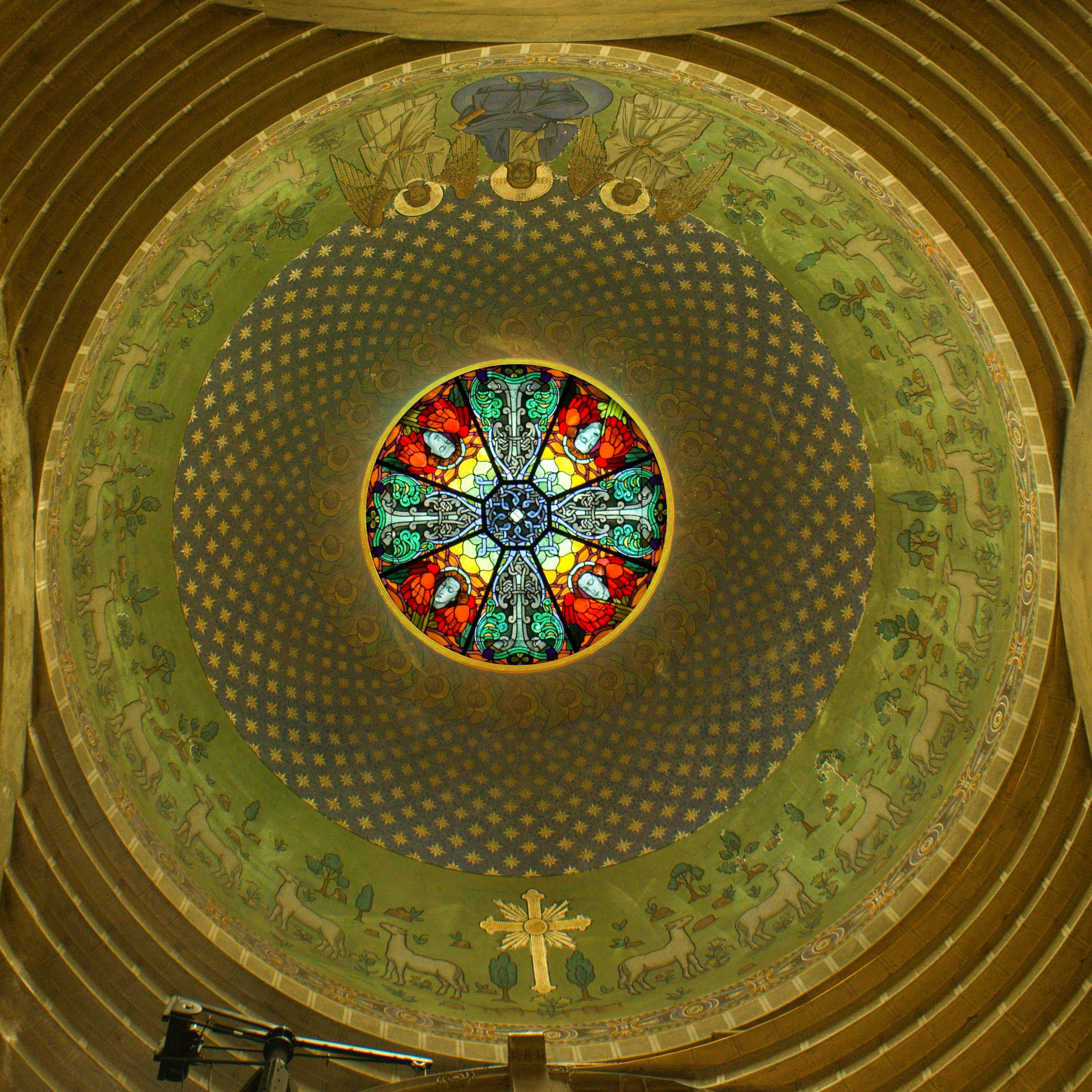
Kupole v nové části